# Золотинка (заказник)
Золоти́нка — ландшафтний заказник місцевого значення в Україні. Розташований у межах Чернігівського району Чернігівської області, на південний захід від міста Чернігів до села Копачів. 
Площа 527 га. Статус присвоєно згідно з рішенням Чернігівського облвиконкому від 31.07.1991 року № 159. Перебуває у віданні ДП «Чернігівське лісове господарство» (Красилівське л-во, кв. 76-86). 
Статус присвоєно для збереження кількох невеликих лісових масивів, що зростають на лівобережній заплаві річки Десна. У деревостані переважають: вільха, осика, верба, тополя.